# Pierre de Colmieu

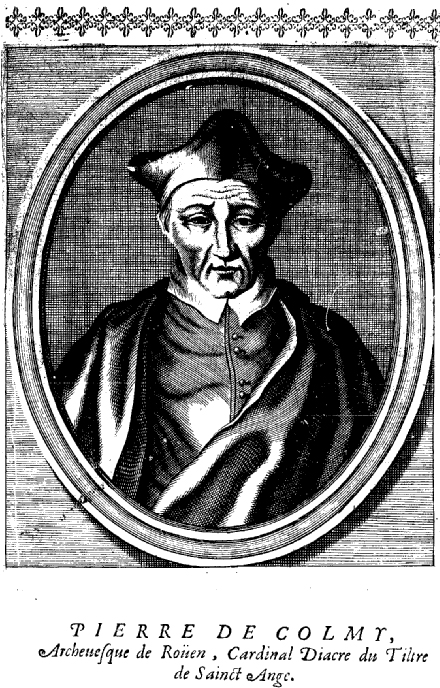

Pierre de Colmieu (Colmier-le-Haut ? - Assisi 25 mei 1253) was een Frans kardinaal en pauselijk diplomaat. Hij was tevens hoogleraar in Parijs en aartsbisschop van Rouen in Normandië.

## In pauselijke dienst (1217-1236)
Via relaties van zijn adellijke familie trad Colmieu vrij vroeg in dienst van de pausen Honorius III en Gregorius IX. Hij was er pauselijk kapelaan vanaf 1217. Hij ging als pauselijk diplomaat op missie in Engeland en Parijs. Tussendoor werkte hij op de Romeinse Curie. Hij combineerde dit met een post als hoogleraar aan de universiteit van Sorbonne. In deze functie van hoogleraar was hij betrokken bij verschillende benoemingen van bisschoppen in Frankrijk. Zijn grootste diplomatieke rol was bij het verdrag van Meaux (1229) waarbij hij de Franse koning Lodewijk IX bijstond bij het einde van de Albigenzenkruistocht. Nadien deed hij het wat rustiger als proost van de Onze-Lieve-Vrouwekathedraal van Sint-Omaars (1230-1236).

## Aartsbisschop van Rouen (1236-1244)
Hij had zelf enkele bisschopsbenoemingen in Frankrijk geweigerd. Hij aanvaardde dan toch in 1236 de benoeming tot aartsbisschop van Rouen. Hij regelde er het dispuut tussen het aartsbisdom en de Franse Kroon over het bos van Louviers. Hij schonk dit bos aan de Franse koning en kreeg er het bos van Roumare voor in de plaats. Een ander dispuut, dat met de bisschop van Sées Hugo, beëindigde hij ook. In 1241 reisde hij met andere prelaten naar Rome om keizer Frederik II in de ban te slaan. De boot met bisschoppen werd evenwel veroverd door diens zoon Enzio. Colmieu bleef in gevangenschap van 1241 tot 1243. De Franse koning Lodewijk IX kocht hem vrij. Niet alle bisschoppen overleefden de gevangenschap van Enzio. Colmieu reisde rechtstreeks door naar keizer Frederik II in een poging tot verzoening (1243).

## Opnieuw in pauselijke dienst (1244-1253)
Paus Innocentius IV creëerde Colmieu in 1244 tot kardinaal, alsook tot bisschop van het Romeinse Albano. De paus gaf het aartsbisdom Rouen vrij aan de opvolger van Colmieu, Eudes Clément. Colmieu ondernam nog meerdere missies naar het Rooms-Duitse Rijk als pauselijk diplomaat. Hij nam deel aan het Eerste Concilie van Lyon (1245) waar de afzetting van keizer Frederik II formeel neergeschreven werd. Colmieu stierf uitgeput in de basiliek van Sint-Franciscus van Assisi, een kerk die net klaar was (1253). Hij werd nadien begraven in de kathedraal van Rouen.
- Système universitaire de documentation: 201593513
- Virtual International Authority File: 58150565742406252560